# Michel Mayor
Michel Gustave Édouard Mayor (n. 12 ianuarie 1942, Lausanne, cantonul Vaud, Elveția) este un astrofizician elvețian, profesor emerit la Universitatea din Geneva și cercetător la Observatorul din Geneva. În 2019, a fost distins cu Premiul Nobel pentru Fizică, alături de James Peebles și Didier Queloz, „pentru contribuții la înțelegerea evoluției Universului și a locului Pământului în Cosmos”.